# STS-36
STS-36 (englisch Space Transportation System) ist die Missionsbezeichnung für einen Flug des Space Shuttles Atlantis (OV-104) der NASA für das US-Verteidigungsministerium. Der Start erfolgte am 28. Februar 1990. Es war die 34. Space-Shuttle-Mission und der sechste Flug der Raumfähre Atlantis.

## Mannschaft
- John Creighton (2. Raumflug), Kommandant
- John Casper (1. Raumflug), Pilot
- Richard Mullane (3. Raumflug), Missionsspezialist
- David Hilmers (3. Raumflug), Missionsspezialist
- Pierre Thuot (1. Raumflug), Missionsspezialist

## Missionsüberblick
Dies war der sechste Flug eines Space Shuttles, der im Auftrag des US-Verteidigungsministeriums durchgeführt wurde. Die Raumfähre Atlantis brachte einen Aufklärungssatelliten der US-Luftwaffe in eine niedrige Umlaufbahn, von wo aus dieser den größten Teil der Erdoberfläche überwachen sollte. Der Spionagesatellit trägt die Tarnbezeichnung USA-53 (1990-019B), nähere Details wurden nicht bekanntgegeben.

## Start
Ursprünglich war der Start für den 22. Februar geplant, er wurde zuerst wegen einer Grippeerkrankung zweier Crewmitglieder, dann aufgrund der schlechten Wetterbedingungen auf den 25. Februar verschoben. Der äußere Tank wurde schon für diesen Startversuch gefüllt. Es kam jedoch wegen einer Fehlfunktion eines Sicherheitscomputers und ungünstigen Wetterbedingungen zu einem weiteren Aufschub. 
Der Start erfolgte letztlich am 28. Februar. Eigentlich sollte die Raumfähre um Mitternacht die Erde verlassen, das Startfenster wurde jedoch kurzfristig bis 4 Uhr EST verlängert.

## Schaden
Nach der Landung wurden von der Räummannschaft 62 Risse in den Kacheln gezählt, jedoch musste laut den Ingenieuren nur eine Kachel ersetzt werden. Bremsen und Bereifungen hatten standgehalten, es wurden aber Tropfen der Hydraulikflüssigkeit im rechten Hauptlandungsradschacht und an zwei der Hauptgetriebe festgestellt.